# Simas Jasaitis
Simas Jasaitis (Vilnius, 26 de março de 1982) é um basquetebolista lituano. 

## Carreira
Jasaitis integrou o elenco da Seleção Lituana de Basquetebol nas Olimpíadas de 2008 e 2012.